# Un drame au Pays basque
Un drame au Pays basque est un film muet français réalisé par Louis Feuillade et sorti en 1913.

## Fiche technique
- Réalisation et scénario : Louis Feuillade
- Société de production : Société des Établissements L. Gaumont
- Format : Muet - Noir et blanc
- Durée : inconnue

## Distribution
- René Navarre
- Georges Melchior
- Renée Carl
- Edmond Bréon
- Laurent Morlas